# Tolna (comitat)
Pour Localité et ancien comitat, voir Tolna (localité) et Tolna (ancien comitat).
Tolna est un comitat du sud de la Hongrie.

## Organisation administrative

### Districts
Jusqu'en 2013, le comitat était divisé en micro-régions statistiques (kistérség). À la suite de la réforme territoriale du 1er janvier 2013, elles ont été remplacées par les districts (járás) qui avaient été supprimés en 1984. Désormais, le comitat est subdivisé en 6 districts :
| District              | Siège     | Superficie | Population | Localités |
| --------------------- | --------- | ---------- | ---------- | --------- |
| District de Bonyhád   | Bonyhád   | 476,81     | 31 189     | 25        |
| District de Dombóvár  | Dombóvár  | 509,02     | 32 489     | 16        |
| District de Paks      | Paks      | 836,00     | 49 207     | 15        |
| District de Szekszárd | Szekszárd | 656,18     | 59 326     | 17        |
| District de Tamási    | Tamási    | 1 019,93   | 38 395     | 3         |
| District de Tolna     | Tolna     | 205,24     | 18 510     | 4         |